# 白南埰
白 南埰（ペク・ナムチェ、朝鮮語: 백남채/白南埰、1886年1月1日または1888年 - 1950年）は、大韓民国の独立運動家、教員、実業家、政治家、朝鮮基督教長老教会長老。初代韓国国会議員。本貫は水原白氏。

## 経歴
慶尚北道慶山または大邱（現・大邱広域市）出身。北京大学卒。啓聖中学校校監、朝鮮基督教長老会長老を務めた後、徐丙佑、洪宙一、李万集、金マリなどと共に大邱の三・一万歳運動に参加し逮捕され、2年間投獄された。
出獄後は喜道普通学校（現・大邱鍾路初等学校）の他校との合併および設立に関わり同校校長、大邱窯業株式会社の社長を務めた。解放後に治安維持委員会委員長、暫定政府慶尚北道内務部長、韓国民主党大邱支部副委員長、南朝鮮過渡立法議院議員などを務め、初代総選挙に韓国民主党の公認で大邱丙地区から立候補して当選し、国会議員となった。1949年に同僚の議員99人と共に蓄妾の公務員の追放に対する意見を大統領の李承晩に提案した。1950年に亡くなった。
1977年に独立運動に対する功績が認められ、大統領表彰が追叙され、1990年には愛族章が追叙された。1992年7月8日に大田の国立墓地に移葬された。